# Junggesellentage
Junggesellentage (Originaltitel: The Nonesuch) ist ein Roman von Georgette Heyer aus dem Jahre 1962. Die deutsche Übersetzung wurde 1974 veröffentlicht. Die Handlung spielt in der Epoche des englischen Regency um 1816/1817 kurz nach dem Sturz Napoleon Bonapartes.

## Hauptpersonen

### Ancilla Trent
Miss Ancilla Trent ist 26 Jahre alt, attraktiv, klug, gebildet, sehr beherrscht und freimütig. Sie besitzt Humor und viel Charme. Sie stammt aus einer guten Familie, ist nach dem Tod ihres Vaters mittellos und ohne Mitgift. Um ihre Unabhängigkeit und Eigenständigkeit zu wahren, arbeitet sie zunächst als Lehrerin in dem Pensionat, in dem sie selbst früher Schülerin war. Jetzt betreut sie in einer Mischfunktion aus Gouvernante und Gesellschafterin die junge Erbin Tiffany Wield, die aufgrund ihrer Eskapaden aus dem Pensionat ausgeschlossen wurde.

### Sir Waldo Hawkridge
Sir Waldo Hawkridge stammt aus einer Philanthropenfamilie, ist 36 und ein reicher Junggeselle, der sich durch seinen Humor und seine soziale Gesinnung auszeichnet. Aufgrund seiner Sportlichkeit und modischen Eleganz sowie seiner Vornehmheit wird er als „the Nonesuch“ („der Unvergleichliche“) bezeichnet.

### Lord Julian Lindeth
Lord Julian Lindeth ist der jüngere Cousin von Sir Waldo Hawkridge. Er ist sympathisch, gut aussehend, liebenswürdig, gut erzogen und ohne Standesdünkel. Er zieht das Leben eines Landedelmanns dem Londoner Stadtleben vor. Seine Mutter ist mit dieser Entscheidung nicht glücklich und möchte ihm gerne eine „gute Partie“ verschaffen.

### Tiffany Wield
Tiffany Wield ist der Schützling von Ancilla Trent. Sie ist eine schwarzhaarige Schönheit und reiche Erbin. Sie wird von allen Männern hofiert, was sie als selbstverständlich betrachtet. Bis zu ihrem Debüt in der nächsten Londoner Saison lebt sie bei ihrer Tante Mrs. Underhill. Das lebhafte Mädchen kann mitunter reizend sein, doch sie beträgt sich meist eigensinnig, egoistisch, eitel und rücksichtslos gegen andere.

### Patience Chartley
Patience Chartley gilt als Sinnbild des typischen Regency-Landlebens. Die Pfarrerstochter mit ihren brünetten Haaren galt bis zur Ankunft Tiffanys als die lokale Schönheit. Sie ist liebenswert und in jeder Hinsicht das Gegenteil von Tiffany: bescheiden, uneitel, sozial und selbstlos. Wenn es um die Unterstützung der Schwachen geht, tritt das sonst ruhige Mädchen mutig und bestimmt auf.

## Handlung
Der reiche Junggeselle Sir Waldo Hawkridge erbt von einem schrulligen Verwandten einen Landsitz in der nordenglischen Provinz, den er in ein Waisenhaus umwandeln möchte. Um diese Pläne voranzutreiben, reist er mit seinem Cousin Lord Julian Lindeth nach Yorkshire.
Der ausstehende Besuch sorgt in dem Provinznest Oversett für viel Aufsehen. Die männliche Jugend versucht Sir Waldo sportlich und modisch nachzueifern, die Mütter planen ihre heiratsfähigen Töchter mit den beiden Junggesellen zu verkuppeln.
Im Dorf lebt auch Miss Ancilla Trent, die als Gouvernante und Lehrerin versucht, die junge, temperamentvolle Erbin Tiffany Wield zu beaufsichtigen.
Mit der Ankunft Waldos und Julians beginnt in dem beschaulichen Dorf ein reges gesellschaftliches Leben, bei dem sich die ambitionierten Gastgeberinnen gegenseitig zu übertrumpfen versuchen. Sir Waldo hält seine Waisenhauspläne vorerst geheim; nur der Pfarrer ist eingeweiht. Tiffany gelingt es, eine Liaison mit Lord Lindeth einzugehen. Parallel flirtet sie auch mit Sir Waldo, worauf dieser zum Schein eingeht, um zu verhindern, dass sein Cousin mit Tiffany eine unglückliche Ehe eingeht. Ancilla bemüht sich ihrerseits, Tiffany vor den schlimmsten Fauxpas zu bewahren, was nicht immer gelingt.
Im Laufe der Geschichte erlebt Lord Julian die unterschiedliche Charaktere von Tiffany und Patience. Während Patience einem schmutzigen, verletzten Straßenjungen hilft, bekommt Tiffany einen Wutanfall, weil sie nicht im Mittelpunkt steht. Das Erleben ähnlicher Episoden öffnen Lord Julian die Augen und seine bisherige Bewunderung für Tiffany wanden sich in tiefe Gefühle für Patience.
Ancilla Trent, die bereits früh erkannt hat, dass Sir Waldo ihr männliches Ideal verkörpert, ist sich jedoch der gesellschaftlichen Diskrepanz und ihrer untergeordneten Stellung bewusst. Sie zieht sich den Neid der Gesellschaftsdamen auf sich, als sie auf einem Ball mit Waldo Walzer tanzt. Ihr wird unterstellt, dass sie einen reichen Ehemann wolle. Diese Unterstellung verträgt sich nicht mit ihrem Wunsch nach Eigenständigkeit.
Der überzeugte Junggeselle Sir Waldo verliebt sich seinerseits in Ancilla und möchte sie heiraten. Allerdings verursacht Julian vor Waldos Antrag ein folgenschweres Missverständnis. Im Gespräch mit Ancilla deutet er ohne weitere Erklärung an, dass Waldo das geerbte Haus für seine „elende Brut“ verwenden wolle. Ancilla schließt daraus, dass Waldo eine ganze Schar unehelicher Kinder habe und lehnt seinen Heiratsantrag empört ab.
Ungewollt löst Tiffany das Missverständnis auf: Zufällig wird sie Zeugin, wie Julian bei Patiences Eltern um deren Hand anhält. Voll blindem Zorn und verletzter Eitelkeit reißt sie zu ihrem Onkel und Vormund aus. Da Ancilla in dieser Notsituation handeln muss, nimmt sie Waldos Hilfe an und reist mit ihm gemeinsam dem Mädchen nach. Waldo kann das Missverständnis aufklären und der Weg zu einem Happy End ist frei.

## Parallelen
Anklänge an den berühmten Roman Stolz und Vorurteil von Jane Austen sind unverkennbar: Zwei reiche, attraktive, heiratsfähige Gentlemen mischen das Gesellschaftsleben in der Provinz auf. Ancilla könnte eine Schwester der selbstbewussten Elizabeth Bennet sein.
Dennoch ist die Geschichte keine Kopie, sondern eigenständig. Die männliche Hauptperson ist weit entfernt von der Arroganz eines Mr. Darcy. „Junggesellentage“ ist ein gutes Beispiel für Heyers Talent, Menschen und die Welt des Regency lebendig zu machen. Charmant, amüsant, mit sanftem Spott und Liebe fürs Detail zeichnet Heyer die Eigenheiten der englischen Gesellschaft. Die Heldin ist eine von Heyers typischen, starken und in sich ruhenden Frauenfiguren, sie ist selbständig, gibt sich aber dennoch nicht unhistorisch „emanzipiert“. Wie so oft bei Georgette Heyer ist die prägende Eigenschaft der beiden Hauptpersonen ihr Humor, der sie auch verbindet.

## Buchausgaben
- Georgette Heyer: The Nonesuch. Arrow, 2005, ISBN 978-0-0994-7438-8.
- Georgette Heyer: Junggesellentage. Paul Zsolnay Verlag, Wien 1974, ISBN 978-3-5520-2605-6.